# Списак носилаца заставе Босне и Херцеговине на Олимпијским играма
Ово је списак носилаца заставе Босне и Херцеговине на олимпијским играма.
Носиоци заставе носе националну заставу своје земље на церемонији отварања олимпијских игара.
| #  | Година                       | Носилац              | Спорт           |
| -- | ---------------------------- | -------------------- | --------------- |
| 14 | 2018. Пјонгчанг (зимске)     | Елведина Музаферија  | Алпско скијање  |
| 13 | 2016. Рио де Женеиро (летње) | Амел Тука            | Атлетика        |
| 12 | 2014. Сочи (зимске)          | Жана Новаковић       | Алпско скијање  |
| 11 | 2012. Лондон (летње)         | Амел Мекић           | Џудо            |
| 10 | 2010. Ванкувер (зимске)      | Жана Новаковић       | Алпско скијање  |
| 9  | 2008. Пекинг (летње)         | Амел Мекић           | Џудо            |
| 8  | 2006. Торино (зимске)        | Александра Васиљевић | Биатлон         |
| 7  | 2004. Атина (летње)          | Неџад Фазлија        | Стрељаштво      |
| 6  | 2002. Сот Лејк Сити (зимске) | Енис Бећирбеговић    | Алпско скијање  |
| 5  | 2000. Сиднеј (летње)         | Елвир Крехмић        | Атлетика        |
| 4  | 1998. Нагано (зимске)        | Марио Фрањић         | Боб             |
| 3  | 1996. Атланта (летње)        | Ислам Ђугум          | Атлетика        |
| 2  | 1994. Лилехамер (зимске)     | Беким Бабић          | Скијашко трчање |
| 1  | 1992. Барселона (летње)      | Златан Сарачевић     | Атлетика        |